# Ella Ø

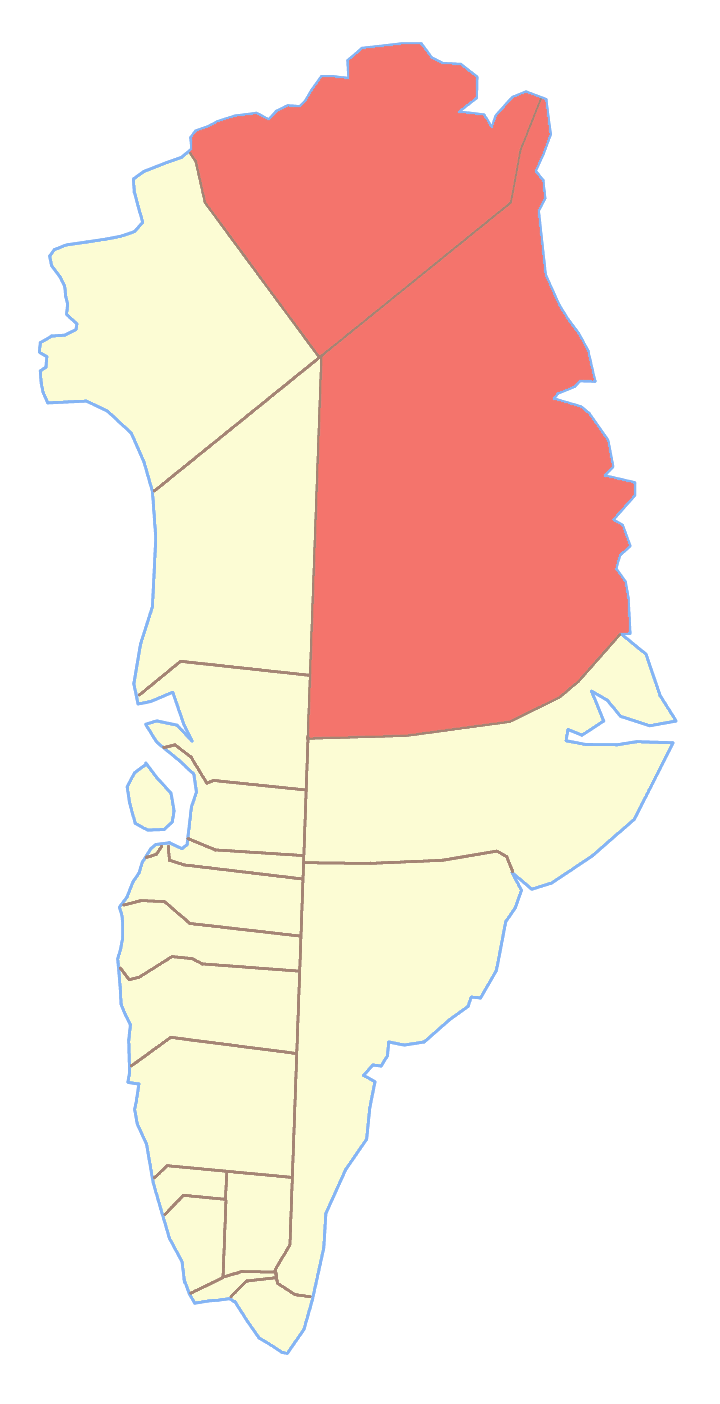
Parco nazionale della Groenlandia nordorientale, dove si trova Ella Ø

Ella Ø è un'isola disabitata della Groenlandia di 144 km². Si trova a 72°51'N 25°02'O; è situato nel Parco nazionale della Groenlandia nordorientale, fuori da qualsiasi comune.